# Dol pri Hrastniku
Dol pri Hrastniku – wieś w Słowenii, w gminie Hrastnik. W 2018 roku liczyła 1434 mieszkańców.